# Metastelma jamaicense
Metastelma jamaicense är en oleanderväxtart som beskrevs av Rudolf Schlechter. Metastelma jamaicense ingår i släktet Metastelma och familjen oleanderväxter. Inga underarter finns listade i Catalogue of Life.